# Theraphosa apophysis
Theraphosa apophysis, im Deutschen manchmal auch Venezuela-Riesenvogelspinne genannt, ist eine der drei beschriebenen Arten der Gattung Theraphosa. Sie gehört zu den größten bekannten Spinnen.

## Verbreitung
Die Art kommt fast ausschließlich im Süden Venezuelas bis in die Grenzregionen von Brasilien und Guyana vor.

## Größe und Aussehen
Ausgewachsene Weibchen erreichen eine Körpergröße von 12 cm und können eine Beinspannweite von bis zu 30 cm erreichen. Ausgewachsene Männchen hingegen erreichen eine Größe von 5–7 cm. Theraphosa apophysis kommt in verschiedenen Färbungen von hellen Brauntönen bis hin zu schwarz vor. Der Carapax ist teilweise rosa gefärbt, was man besonders deutlich nach der Reifehäutung sehen kann.
Das Artepitheton apophysis leitet sich von den Tibiaapophysen (Schienbeinhaken) der geschlechtsreifen Männchen ab, die diese im Gegensatz zu den Männchen von Theraphosa blondi und Theraphosa stirmi besitzen. Ein weiterer Unterschied zu den beiden anderen Arten sind zur Stridulation dienende Haare an den Hüften (Coxen) der ersten beiden Beinpaare.

## Biologie und Lebensweise
Die Spinnen leben im tropischen Regenwald in selbst gegrabenen Erdgängen, deren Wände teilweise mit Spinnenseide austapeziert werden. Die Habitate zeichnen sich durch hohe Temperaturen (auch im Waldesschatten über 30 °C) und markante Regen- und Trockenzeiten aus. Die Erdröhren erreichen eine Tiefe von bis zu einem Meter. Die Spinnen jagen von der Mündung ihres Baues aus bodenlebende Arthropoden und kleine Wirbeltiere. In der Paarungszeit, im Freiland im Anschluss an die Regenzeit, etwa von Ende Oktober bis Dezember, verlassen die Männchen ihren Bau und streifen auf der Suche nach Weibchen umher. Die Kopulation erfolgt vor dem Bau des Weibchens. Zwei bis drei Monate später legt das Weibchen Eier in einen Brutsack. Während dieser Zeit erweitert sie den Bau und verschließt dessen Eingang mit Spinnenseide. Der Brutsack wird mit abgestreiften Brennhaaren vom Hinterleib des Weibchens bedeckt, die einen gewissen Schutz gegen Parasitoide bieten. Die Jungtiere schlüpfen im Eisack und häuten sich zweimal, bis das Weibchen sie daraus entlässt. Sie verbleiben im mütterlichen Bau, bis ihre Cuticula ausgehärtet ist, und zerstreuen sich anschließend.

## Verhalten
Theraphosa apophysis gehört zu den Bombardierspinnen. Sie verteidigt sich durch das Abstreifen ihrer Brennhaare und bombardiert – im Gegensatz zu anderen Arten – deutlich stärker. Bei Kontakt mit der Haut kann Juckreiz entstehen. Auch das Stridulieren ist bei dieser Art nicht zu überhören. Ansonsten gilt Theraphosa apophysis als friedlicher Vertreter ihrer Gattung und beißt nur sehr selten. Sie gilt als gefräßig.